# Spargaloma umbrifascia
Spargaloma umbrifascia är en fjärilsart som beskrevs av Augustus Radcliffe Grote 1873. Spargaloma umbrifascia ingår i släktet Spargaloma och familjen nattflyn. Inga underarter finns listade i Catalogue of Life.